# Ivan al V-lea al Rusiei

## Date generale
Ivan al V-lea Alekseievici (rusă Иван V Алексеевич), (n. 27 august/6 septembrie 1666, Moscova, Țaratul Rusiei – d. 29 ianuarie/8 februarie 1696, Moscova, Țaratul Rusiei)  a fost co-Țar al Rusiei împreună cu fratele său vitreg mai mic Petru I) cu care a domnit între 1682 și 1696, anul morții sale. El a fost fiul cel mic al lui Alexis I al Rusiei și a Mariei Miloslavskaia. Domnia sa a fost formală, el având serioase dizabilități fizice și mentale.

## Biografie
Ivan al V-lea a fost al 11-lea copil al Țarului Alexis. Cu o vedere slabă din naștere și bolnăvicios, capacitatea sa de a deține puterea supremă a fost contestată de către familia Narîșkin, care aspira să-l aducă pe tron pe fiul Nataliei Narîșkina, Petru. După decesul țarului Feodor al III-lea al Rusiei în aprilie 1682, facțiunile Miloslavski și Narîșkin au pornit lupta pentru putere. Patriarhul Joachim a convocat o adunare care a decis trecerea coroanei în mâinile lui Petru, care pe atunci avea puțin peste zece ani, mama sa Natalia Narîșkina fiind regentă. Deși Ivan era mai mare decât Petru, el a fost ignorat din cauza faptului că suferea de o serie de handicapuri.

Noua structură însă a fost pusă la încercare de revolta streliților, regimentele de infanterie înființate în timpul domniei țarului Ivan al IV-lea.

### Revolta streliților
Majoritatea relatărilor susțin că revolta a fost încurajată de fiica țarului Alexis, Sofia, și de facțiunea Miloslavski, care doreau să-l aducă pe tron pe Ivan și să exercite puterea în numele lui. Streliții, cărora li se datorau sume mari de bani, erau indignați de felul în care comandanții lor îi exploatau ca forță de muncă necalificată și nu aveau nevoie de mult ca să pornească revolta.

La 15 mai, când s-a insinuat că familia Narîșkin l-a strangulat pe Ivan, mulțimea furioasă a pătruns la Kremlin cerând să li se spună adevărul. Natalia i-a adus pe Ivan și Petru în fața mulțimii ca să arate că Ivan era viu și nevătămat. În mod normal acest lucru ar fi fost suficient, însă Prințul Mihail Dolgoruki, șeful streliților, a intervenit și i-a condamnat pe rebeli. El a fost târât de pe scară și sfâșiat în bucăți sub privirile regente și ale lui Ivan și Petru.
Streliții au pătruns în palat și au ucis mai mulți membri ai familiei și facțiunii Narîșkin. La 23 mai Prințul Ivan Khovanski, liderul autointitulat al streliților, a cerut ca Ivan să fie desemnat țar împreună cu Petru. Sofia și consilierii ei au luat măsuri rapide de liniștire a streliților plătindu-le 240.000 de ruble din suma datorată.
În câteva luni Prințul Khovanski a fost demis și 12 regimente de streliți au fost transferate în serviciul de frontieră.

### Regență
Ivan a avut o relație apropiată cu mama sa vitregă și cu fratele său vitreg, co-Țarul Petru. Ivan nu a vrut să devină Țar dar a fost convins să devină. 
La 25 iunie 1682 Ivan și Petru au fost încoronați la catedrala Dormition ca "dvoetsarstvenniki" (țari dubli). Un tron special cu două locuri a fost creat pentru această ocazie (astăzi este afișat la Palatul Armurilor de la Kremlin). Deși Ivan a fost considerat "țarul senior", puterea reală era deținută de sora cea mare a lui Ivan, Sofia Alekseievna. Începând cu 1684 s-au emis monede cu figura ei iar în 1686 și-a asumat titlul de Autocrat.
Printr-un decret din 1686 s-a hotărât adunarea gunoaielor de pe străzile Moscovei. De asemenea, a fost abolită pedeapsa îngropării de viu, aplicată în special femeilor care își omorau soții. 
În 1686 Rusia a devenit primul stat european care a semnat un tratat comercial cu China, Tratatul de la Nercinsk. În aprilie 1686 s-a semnat Tratatul de pace permanentă cu Polonia. Prin faptul că Rusia a sprijinit Polonia în războiul împotriva Turciei, polonezii au trebui să recunoască  pentru totdeauna apartenența de Rusia a Kievului și a altor teritorii pe care Polonia le cucerise recent. Contribuția Rusiei a fost invazia Crimeei începută în primăvara anului 1687 și terminată rapid într-un eșec.
Când Petru a ajuns la maturitate, poziția Sofiei a devenit din ce în ce mai precară. Ea a sperat ca Ivan să aibă un moștenitor pe linie masculină, mascând astfel prelungirea regenței. Ivan, căsătorit în 1684, a avut în 1689 o fiică. La începutul anului 1689, Petru în vârstă de 16 ani, s-a căsătorit cu Evdokia Lopukhina. Golițin, principalul consilier al Sofiei, a început o a doua campanie în Crimeea terminată și asta printr-un eșec.
În august 1689 Petru fuge în mănăstirea-fortăreață Troițki-Sergius temându-se că viața lui e în pericol, deși nu există dovezi că Sofia plănuia o lovitură de stat împotriva lui Petru. Un număr tot mai mare de boieri și ofițeri s-a alăturat lui Petru. La începutul lui septembrie, Sofia deja nu mai avea sprijin suficient și a trebuit să se retragă la mănăstirea Novodevici. Golițin a fost exilat.

#### Ultimii ani
În ultimul deceniu al vieții sale, Ivan a fost complet umbrit de energicul Petru I. Ivan și-a petrecut zilele cu soția sa, Praskovia Saltykova, "în rugăciune și post, zi și noapte". Debilitate pretinsă a lui Ivan nu l-a împiedicat să aibă cinci fiice, dintre care una - Anna Ivanovna - va asuma tronul în 1730. Nepoata lui de la un alt copil, Anna Leopoldovna va deveni regentă a Rusiei în timpul minoratului fiului ei și strănepotului lui Ivan, Ivan al VI-lea. Ultimul descendent supraviețuitor al lui Ivan al V-lea, Ecaterina Antonovna de Brunswick, a murit în 1807 după ce a fost închisă toată viața ei.
La 27 de ani a fost descris de ambasadorii străini ca senil, paralitic și aproape orb. A murit doi ani mai târziu  și a fost înmormântat la Catedrala Arhanghelului.
1. ↑  RBS / Ioann V Alekseevici[*] Verificați valoarea |titlelink= (ajutor)
2. ↑  IeSBE / Ioann V Alekseevici[*] Verificați valoarea |titlelink= (ajutor)